# Виола (Кунео)
Виола (итал. Viola) је насеље у Италији у округу Кунео, региону Пијемонт.
Према процени из 2011. у насељу је живело 191 становника. Насеље се налази на надморској висини од 850 м.

## Становништво
| 1931. | 1936. | 1951. | 1961. | 1971. | 1981. | 1991. | 2001. | 2011. |
| ----- | ----- | ----- | ----- | ----- | ----- | ----- | ----- | ----- |
| 1.249 | 1.148 | 1.092 | 782   | 661   | 597   | 498   | 461   | 425   |